# Economia de Brunei

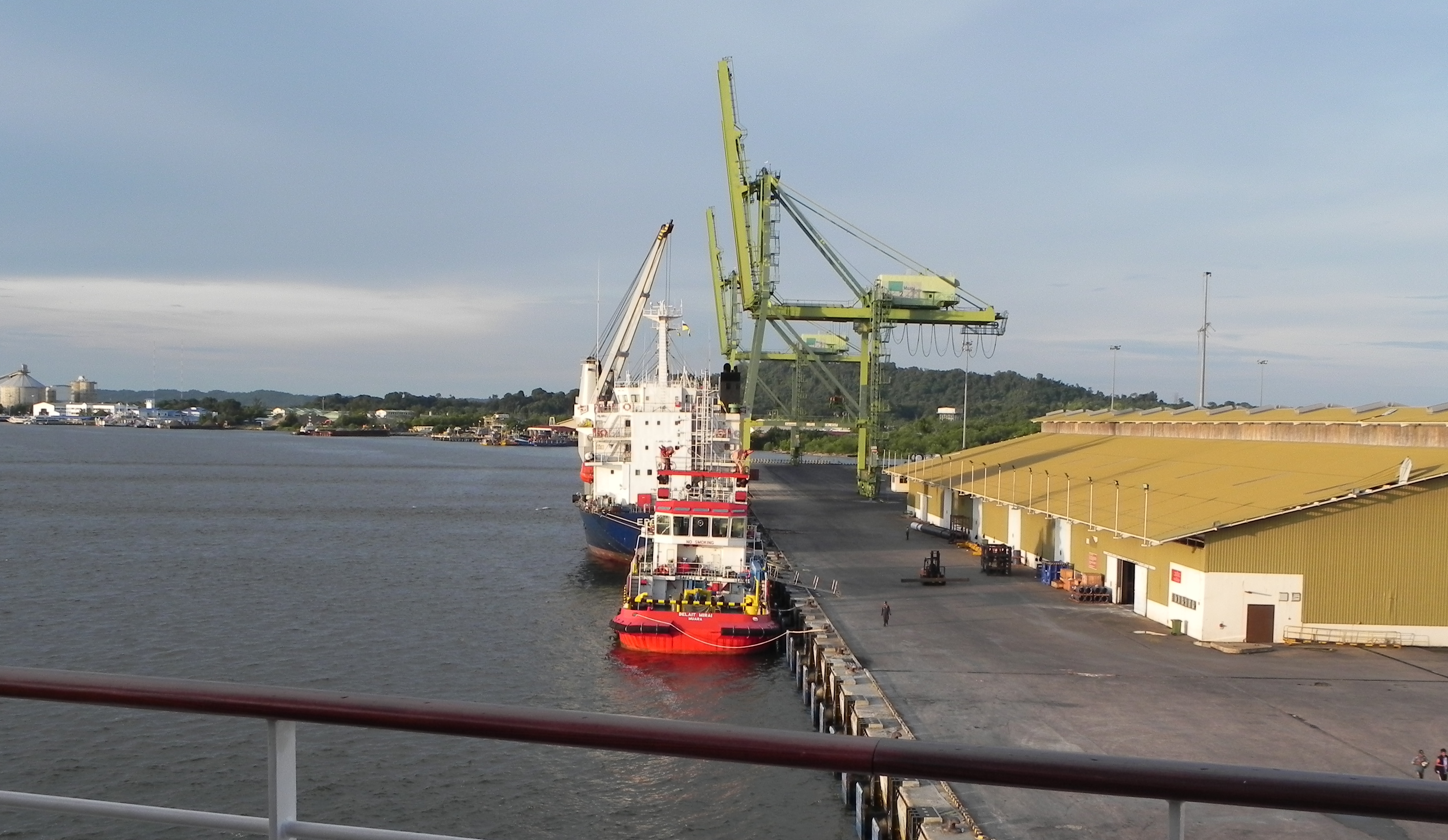
Lo port de Muara.

L'economia de Brunei és resultat de la regulació governamental, ajudes socials, l'esperit emprenedor local i estranger i les tradicions dels pobles. La producció de petroli i gas natural constitueixen prop de la meitat de la riquesa nacional i 90% de les exportacions. La renda per capita, 53 100 dòlars el 2008, és la més gran d'Àsia i està molt per sobre de la majoria de les economies del tercer món.
Durant del segle xx, Brunei va experimentar un fort desenvolupament econòmic. El creixement econòmic del país entre el 1999 i el 2008 va ser de mitja d'un 56%, pel que Brunei ha esdevingut un país industrialitzat. Té el tercer IDH més alt entre els països del sud-est asiàtic, per darrere de Singapur i Hong Kong, i es considera un país desenvolupat.
El govern subministra tota assistència mèdica i educació fins a la universitat, i dona subsidis a l'arròs i a l'habitatge. Els polítics de Brunei temen que la integració, cada vegada més forta, en l'economia mundial puga esdevenir un problema per a la cohesió social, malgrat que el país va guanyar pes internacionalment al presidir el forum de l'APEC (Cooperació Econòmica de l'Àsia-Pacífic) de l'any 2000. En el futur, els reptes del país són millorar la força de treball, reduir l'atur, reforçar els sectors turístic i bancari, i, en general, diversificar la base de la seua economia. L'aerolínia nacional, Royal Brunei, està intentant fer de Brunei un punt d'enllaç per als viatges internacionals entre Europa i Austràlia i Nova Zelanda, i també té vols regulars a diferents destinacions en Àsia.